# Burgau (Portogallo)

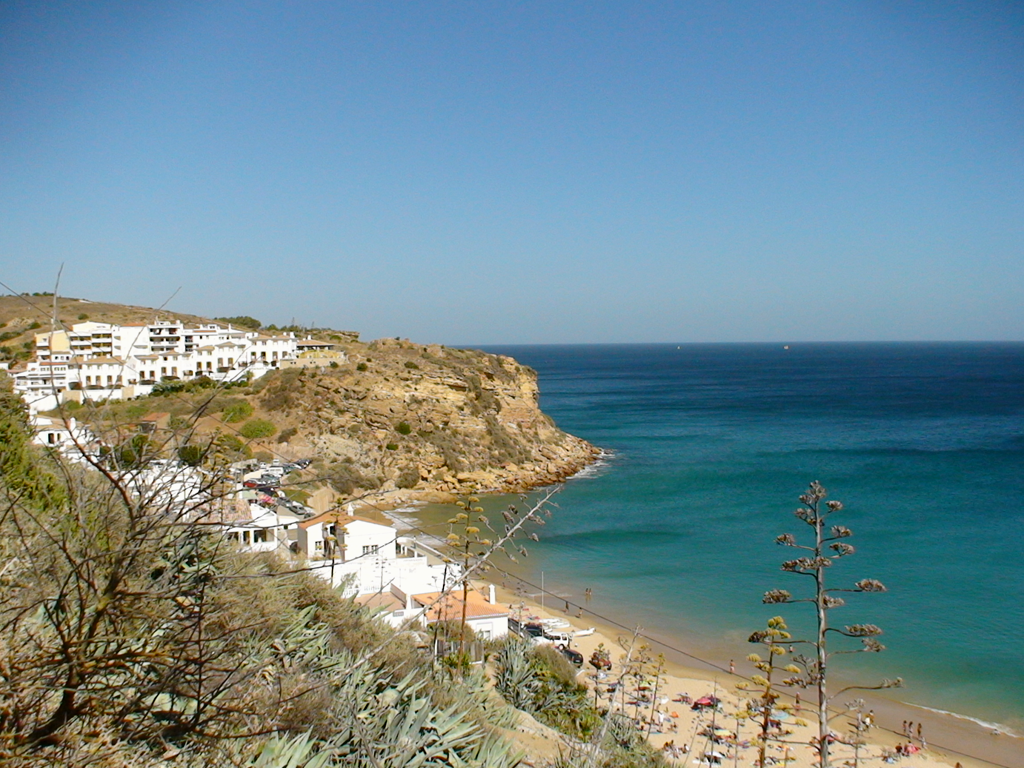
La spiaggia di Burgau.

Burgau è una località portoghese situata nel comune di Vila do Bispo, nella regione dell'Algarve.
Da resti di mura, abitazioni e monete trovate nel luogo si pensa che la città abbia origini romane. È sempre stato villaggio di pescatori, ma ora vive quasi interamente sul turismo. La sua attrazione più importante è la piccola spiaggia (Praia de Burgau) circondata da colline che la proteggono dal forte vento di Barlavento, e dominata dal forte di Burgau.

## Tradizioni
- 1º gennaio: tutta la gente canta il canto tipico degli "Janeiras".
- 1º maggio: celebrazione dei "Maios", con feste, danze, prodotti tipici e satira delle personalità locali tramite bambole fatte a mano.
- 29 agosto: era tradizione che il 29 agosto di ogni anno uomini e donne passassero tutto il giorno in spiaggia, per poi fare una nuotata in mare al calar della notte (gli uomini in pantaloni lunghi e le donne in pigiama) e tornare a casa dopo aver cenato e danzato.